# 第12回先進国首脳会議

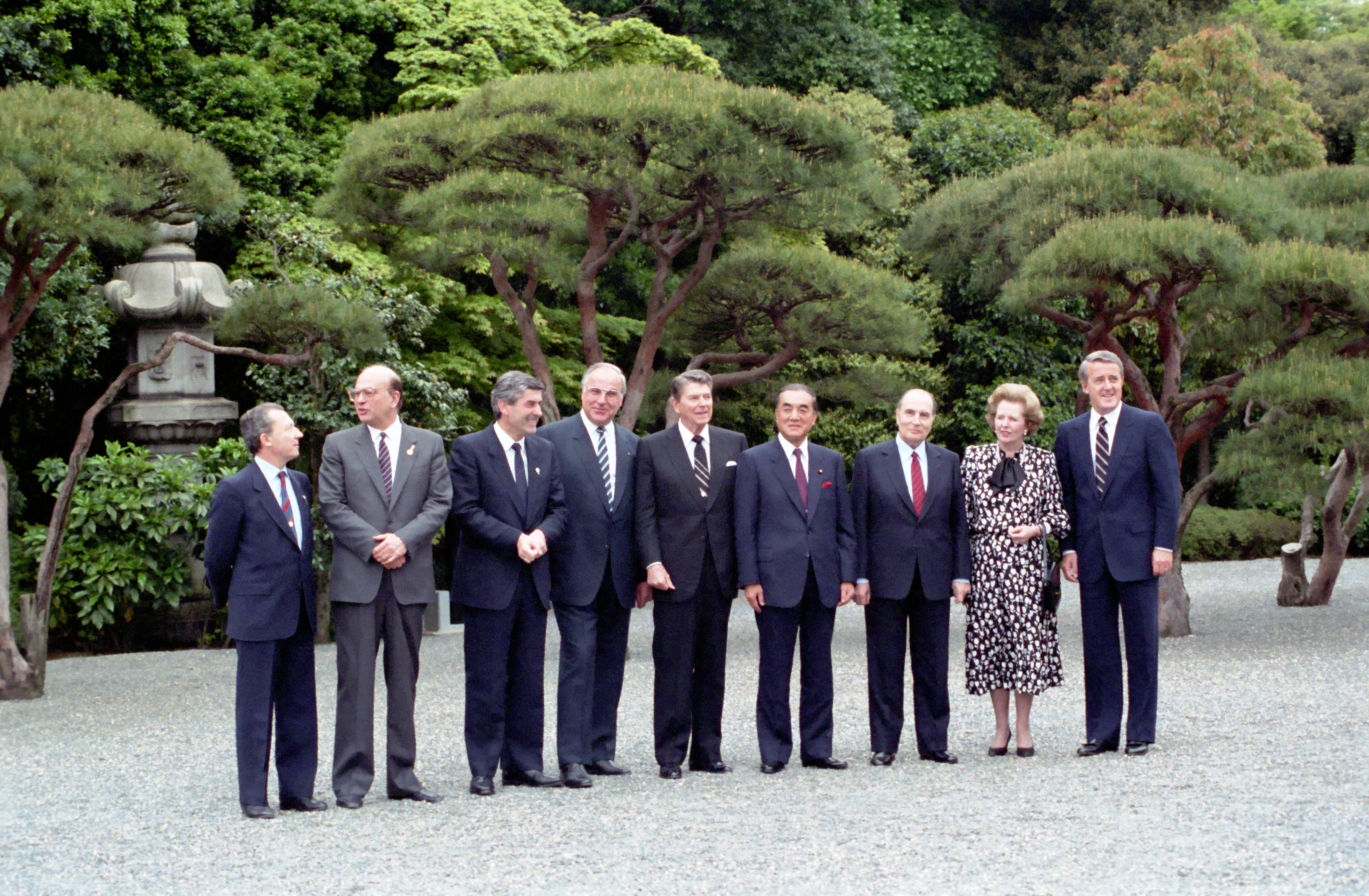

第12回先進国首脳会議（だい12かいせんしんこくしゅのうかいぎ）は、1986年5月4日から6日まで日本の東京で開催された先進国首脳会議。通称:東京サミット。日本で2回目に開催されたサミットである。会場は東京都港区赤坂の迎賓館。

## 出席首脳
サミットに参加した首脳は以下の通り:
- 中曽根康弘（議長・日本国内閣総理大臣）
- フランソワ・ミッテラン（フランス共和国大統領）
- ロナルド・レーガン（アメリカ合衆国大統領）
- マーガレット・サッチャー（イギリス首相）
- ヘルムート・コール（西ドイツ首相）
- ベッティーノ・クラクシ（イタリア首相）
- ブライアン・マルルーニー（カナダ首相）
- ジャック・ドロール（欧州委員会委員長）

## 首脳肖像

### G7コアメンバー

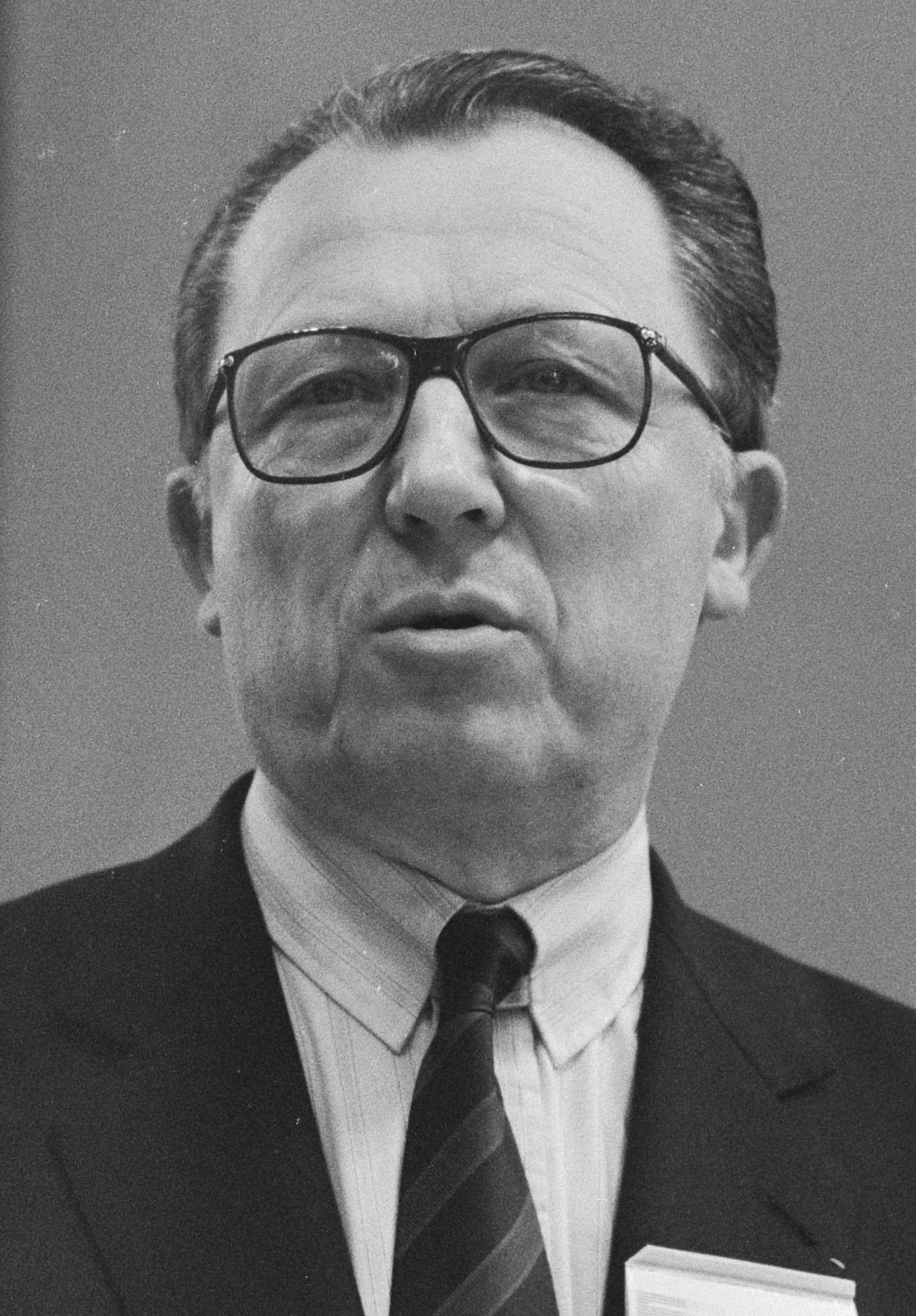
欧州共同体 ジャック ドロール, 欧州委員会委員長

カナダ ブライアン マルルーニー, カナダ首相
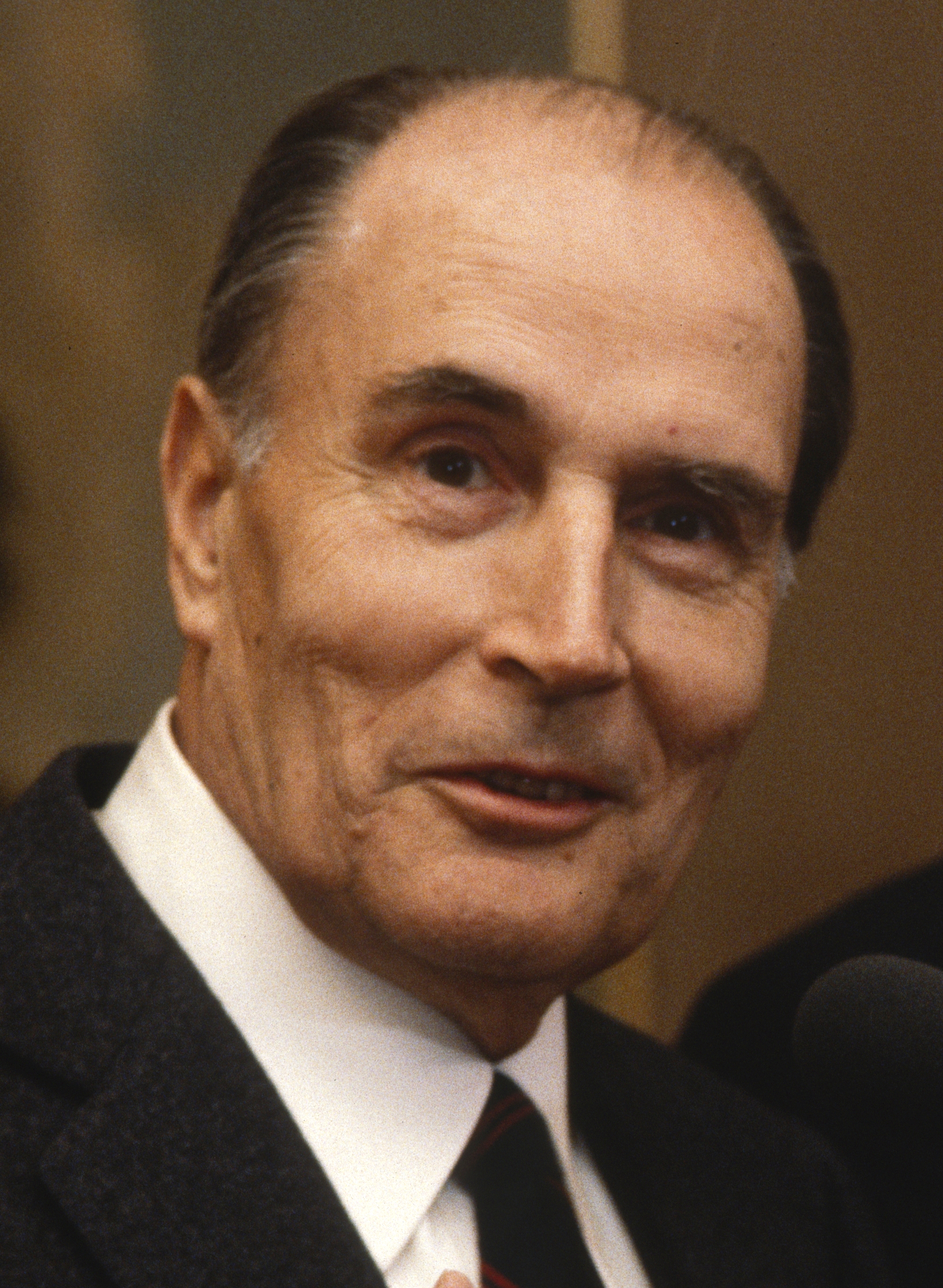
フランス フランソワ ミッテラン, フランス大統領
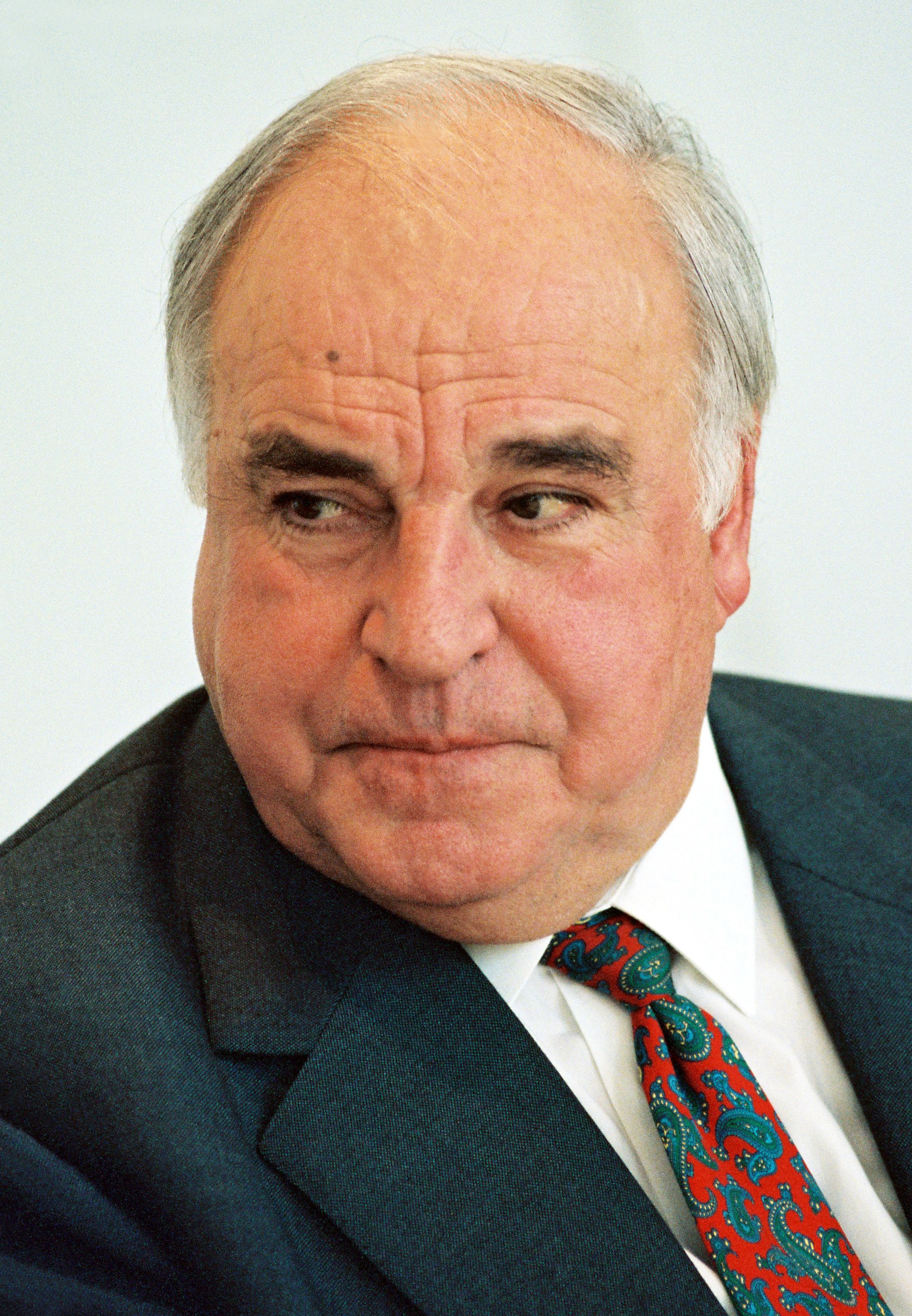
西ドイツ ヘイルムート コール, ドイツ首相
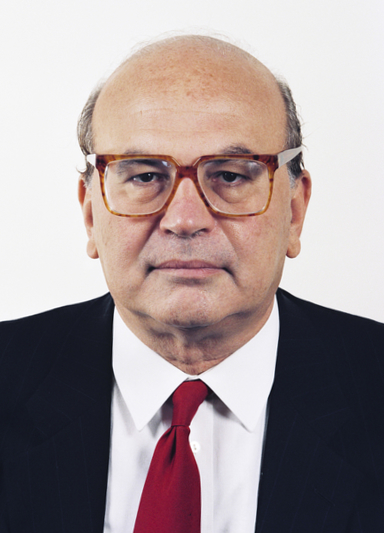
イタリア ベッティーノ. クラクシ, イタリア首相
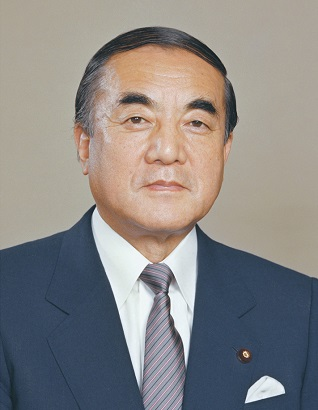
日本国 中曽根康弘, 内閣総理大臣  （ホスト）
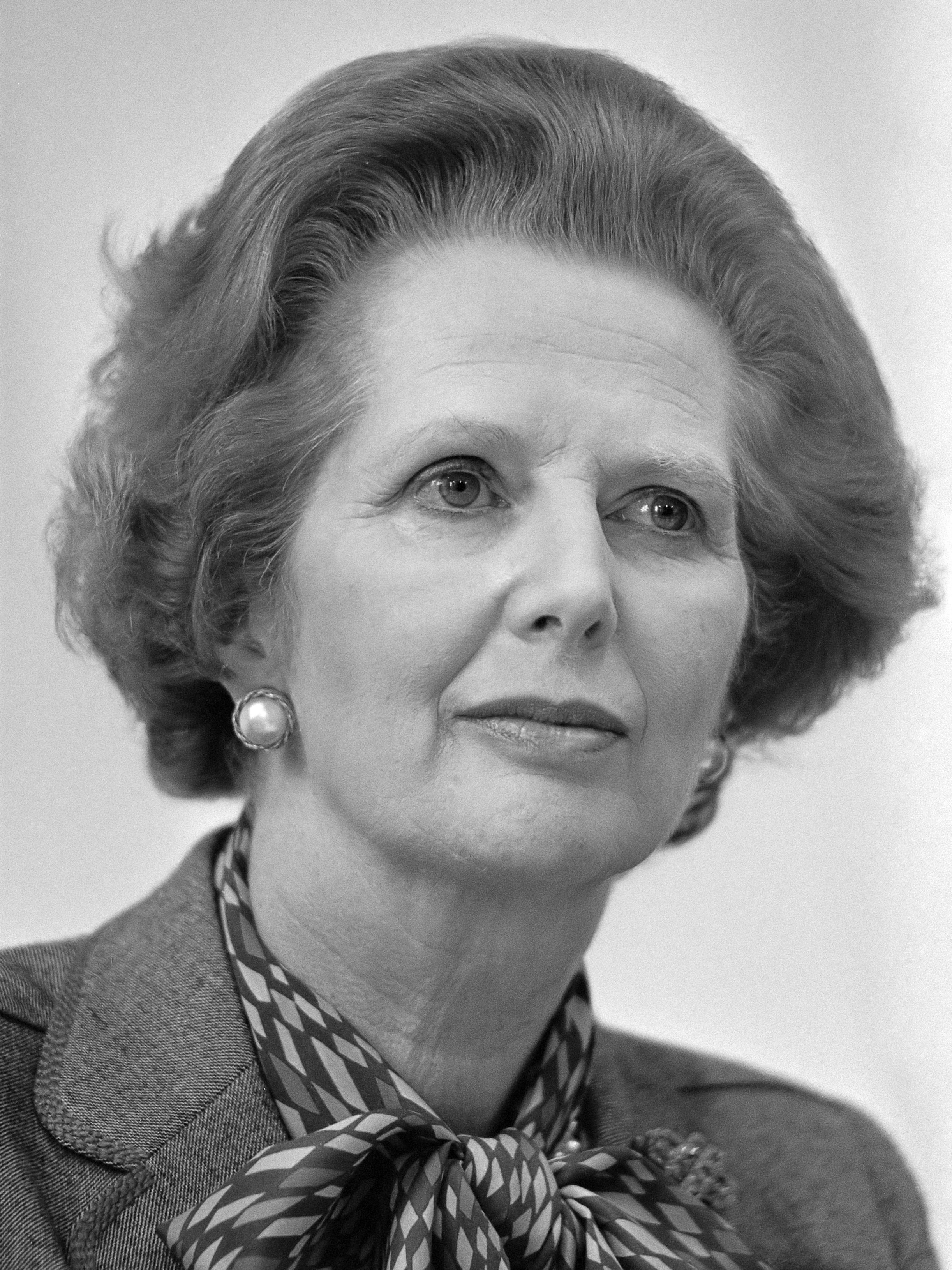
英国 マーガレット. サッチャー, イギリス首相
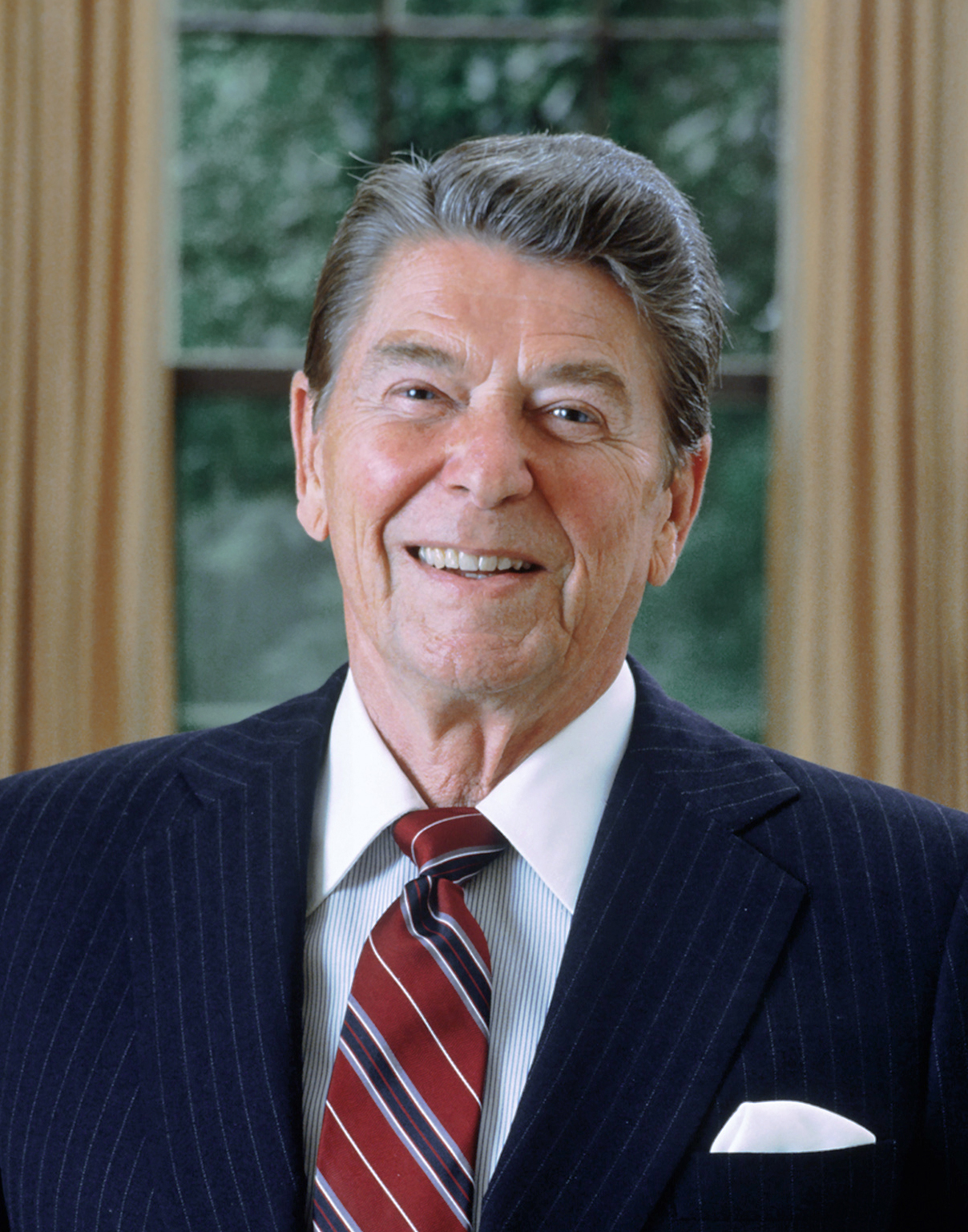
米国 ロナルド レーガン, 合衆国大統領'

- 欧州共同体
ジャック ドロール,
欧州委員会委員長